# Louis Auriacombe
Louis Auriacombe (Pau, 22 février 1917 – Montjoire, 12 mars 1982) est un chef d'orchestre français, actif de 1956 à 1971.

## Biographie
Louis Auriacombe étudie la musique au Conservatoire de Toulouse où il remporte les prix de violon (1931), chant et déclamation (1937), harmonie (1939). Il étudie la direction d'orchestre avec Igor Markevitch à Salzbourg de 1951 à 1956. Il apparaît en public pour la première fois à Linz en 1956 et assiste Markevitch à Salzbourg et Mexico (1957), Compostelle (1966), Madrid (1967) et Monte Carlo (1968).
En 1953, il fonde l'Orchestre de chambre de Toulouse, composé de douze cordes et du clavecin, qu'il dirige jusqu'en 1971. L'ensemble est spécialisé dans la musique baroque, mais interprète également la musique contemporaine. Il intervient régulièrement aux Jeunesses musicales de France. Outre son orchestre de chambre, il dirige de grands orchestres, notamment le Théâtre du Capitole de Toulouse, l'Orchestre symphonique de la RTF (Radiodiffusion Télévision Française) devenue Radio France et l'Orchestre de la Société des concerts du Conservatoire.
À la suite d'un accident cérébral, il reste plongé dans le coma pendant onze ans, jusqu'à sa mort en 1982.

## Créations
- Maurice Ohana, Font aux cabres (1957)
- André Boucourechliev, Ombres « Hommage à Beethoven » (1970)
- György Ligeti, Ramifications (Washington, 1970)[3]

## Discographie
Louis Auriacombe a essentiellement enregistré pour la firme EMI/La Voix de son maître/Pathé Marconi, mais également pour Nonesuch et Véga. Certains ont reçu la distinction du Grand Prix du Disque.
- Satie, Parade - (26 juin 1967, EMI) (BNF 38179720)
- Vivaldi, Concertos, dont Les Quatre Saisons, Concertos pour flûte et mandoline, etc. - Georges Armand, violon ; Michel Debost, flûte - Orchestre de chambre de Toulouse, dir. Louis Auriacombe (10-12 juin/26-28 septembre 1967/9-11 avril 1969, 5CD EMI 229234 2) (BNF 41330825) (OCLC 221824241)
- Ligeti, Ramifications (27-28 avril/4 septembre 1970, EMI) (OCLC 646103849)
- Guézec, Successif-simultané et Boucourechliev, Ombres - Orchestre de chambre de Toulouse, dir. Louis Auriacombe (27 avril 1970/3 novembre 1971, EMI) (BNF 38182198)
- Mozart, Concerto pour flûte et harpe, Kv.299 - Lily Laskine, harpe ; Michel Debost, flûte ; Orchestre de chambre de Toulouse, dir. Louis Auriacombe (EMI)
- Haendel, Concerto pour harpe, op. 4 no 6, Concerto pour hautbois, HWV 287 - Pierre Pierlot, hautbois ; Lily Laskine, harpe ; Orchestre de chambre de Toulouse, dir. Louis Auriacombe (juillet 1963, EMI 5653352) (OCLC 659284870)
- Hindemith, Thème et variations : les quatre tempéraments pour orchestre à cordes et piano - Samson François, piano ; Orchestre de chambre de Toulouse, dir. Louis Auriacombe (EMI)
- Franz Joseph HAYDN TROIS CONCERTOS POUR CLAVECIN ET ORCHESTRE, EN RÉ MAJEUR, EN SOL MAJEUR, EN   FA MAJEUR, ORCH DE CHAMBRE DE TOULOUSE, CLAVECIN ROBERT VEYRON- LACROIX, I.ME. PATHÉ-MARCONI LA VOIX DE SON MAÎTRE CVAP 2069.